# Notherobius nothofagi
Notherobius nothofagi is een insect uit de familie van de bruine gaasvliegen (Hemerobiidae), die tot de orde netvleugeligen (Neuroptera) behoort. 
Notherobius nothofagi is voor het eerst wetenschappelijk beschreven door New in 1988.